# ناوشکن کلاس دراندل
دیسترویر کلاس دراندل (به انگلیسی: Durandal-class destroyer) یک کلاس از کشتی است که طول آن ۵۷٫۵ متر (۱۸۸ فوت ۸ اینچ) می‌باشد.